# グローワーム
グローワーム（Glowworm）は、生物発光を行う昆虫の幼虫または幼虫形態のメス成虫の総称である。外見は蠕虫に似ることが多いが、れっきとした昆虫（ハエ目のヒカリキノコバエ属、及び甲虫類に含まれる）である。主要な仲間は以下の通り:
- ホタル科 - 世界中に分布。グローワームと呼ばれるのは、主に羽のないメス成虫、とりわけヨーロッパの大部分で観られるLampyris noctiluca (イギリス英語で「グローワーム」というとこの種を示す）であるが、この種のオス成虫は発光しない。日本、ヨーロッパで一般的に観られるゲンジボタル属（Luciola）のホタル（オス及びメスが両方とも発光する）もまた参照されたい。

- Phengodidae科 - 北アメリカおよび南アメリカに生息

- Rhagophthalmidae科 - アジアに生息

- ヒカリキノコバエ属 - ニュージーランドとオーストラリアに生息

前者二つのグループの光は黄緑色である。Phengodidae科の中でも、railroad  wormは腹部に加え頭部も赤く発光する。ヒカリキノコバエ属の幼虫は青緑色に発光する。科によって発光器官の位置が大きく異なるが、これは進化の経緯の違いによるものである。一方で、ホタル上科に属する甲虫類にも生物発光を行う種が存在しており、共通の系統であることを示唆している。たとえばホタル科とPhengodids科（日本ではテレゲウシス科と呼ばれる）は明らかに共通の生物発光をする祖先を持つ。いずれの種においても、発光に用いる化学反応は非常に効率的であり、エネルギーの変換効率はほぼ100％である（発光ダイオードは22%）。
グローワームの発光目的は様々である。発光器官を持つ成虫のメスは、発光によって繁殖時にオスを誘導することが確認されている。Lampyridae科の幼虫は体内に微量の毒を有するため、光を警告色として使用していると考えられている。しかし一方で、ヒカリキノコバエ属の幼虫は捕食活動に発光を用いており、粘着性の高い糸へユスリカ等の飛行昆虫を誘き寄せている。